# IAI Eitan
L'Eitan (chiamato anche Heron TP) è un UAV da ricognizione israeliano sviluppato dalla IAI all'inizio degli anni duemila come nuova versione dell'Heron.

## Tecnica
Ha una lunghezza di 14 m e un'apertura alare di 26 m (quasi pari ai 28 m di un Boeing 737 100), con la capacità di volare fino a 13950 m di quota e ad una velocità di 400 km/h. È monoplano con ala a sbalzo in materiali compositi, con ala alzata, impennaggio a doppia deriva, carrello retrattile ed è alimentato da un motore turboelica spingente.